# Ordre de l'Étoile de Roumanie
L'ordre de l'Étoile de Roumanie (en roumain Steaua României ou Ordinul Național Steaua României) est la plus haute décoration roumaine. 

## Classes
Créé en avril 1877, il comprend actuellement six classes : 
- chevalier (Cavaler),
- officier (Ofițer),
- commandeur (Comandor),
- grand officier (Mare Ofițer),
- grand-croix (Mare Cruce)
- collier (Colan).

Il est décerné par le président de la République.

### Civile
| Bandes pour les civils (1877-1932) |          |            |                |             |
| Chevalier                          | Officier | Commandeur | Grand officier | Grand-croix |

| Bandes pour les civils (1932-1947) |          |            |                |             |
| Chevalier                          | Officier | Commandeur | Grand officier | Grand-croix |

| Bandes pour les civils (1998) |          |            |                |             |         |
| Chevalier                     | Officier | Commandeur | Grand officier | Grand-croix | Collier |

### Militaire
| Rubans pour l'armée (1938-1947) |          |            |                |             |
| Chevalier                       | Officier | Commandeur | Grand officier | Grand-croix |

| Rubans pour l'armée (1998) |          |            |                |             |
| Chevalier                  | Officier | Commandeur | Grand officier | Grand-croix |

## Titulaires

### Première création (1877-1948)
- René Chambe, chevalier avec glaives (août 1917)[1]
- Maryse Bastié, aviatrice française (1937)
- Comte Paul de Smet de Naeyer († 1913), Ministre d'état, Belgique, Grand-Croix
- Eugène Viollet-le-Duc, commandeur (avril 1878)
- Adolf Pernwerth von Bärnstein, chevalier
- Michel Weinberg, officier (mars 1923).
- Ernest Fourneau, officier[2]
- Baron Eugène Beyens, Ministre d'Etat, Belgique, Grand-Croix.
- Baron Edouard Ullens de Schoten († 1991), ambassadeur du roi des Belges, chevalier.
- Louis Antoine Vidal, (1820-1891), musicologue français, chevalier[3].
- Victor Uytterschaut (1847-1917), peintre belge, chevalier (1893)[4].

### Deuxième création (1998)
- Jean-Claude Juncker[5]
- Marcian Bleahu[6]
- Lucian Croitoru[7]
- Prince Dominique de La Rochefoucauld-Montbel, grand officier
- Simona Halep, chevalier (juillet 2019)
- Andrei Oișteanu, chevalier (2006)[8]
- Frédéric Jenny, chevalier (2017)